# کلاته سالار
کلاته سالار، روستایی است از توابع بخش مرکزی شهرستان سبزوار استان خراسان رضوی ایران.

## موقعیت جغرافیایی
این روستا از سمت شمال با روستای رازقند، از سمت جنوب با روستای ایزی، از سمت شرق با روستای سلیمانیه و از سمت غرب با دانشگاه حکیم سبزواری همجوار است. راه دسترسی به این روستا از طریق راه آسفالته روستای رازقند است.

## جمعیت
این روستا در دهستان قصبه شرقی قرار داشته و بر اساس سرشماری سال ۱۳۹۵ جمعیت آن ۱۴۱ نفر (۴۴ خانوار)
بوده است.